# Гватемальцы

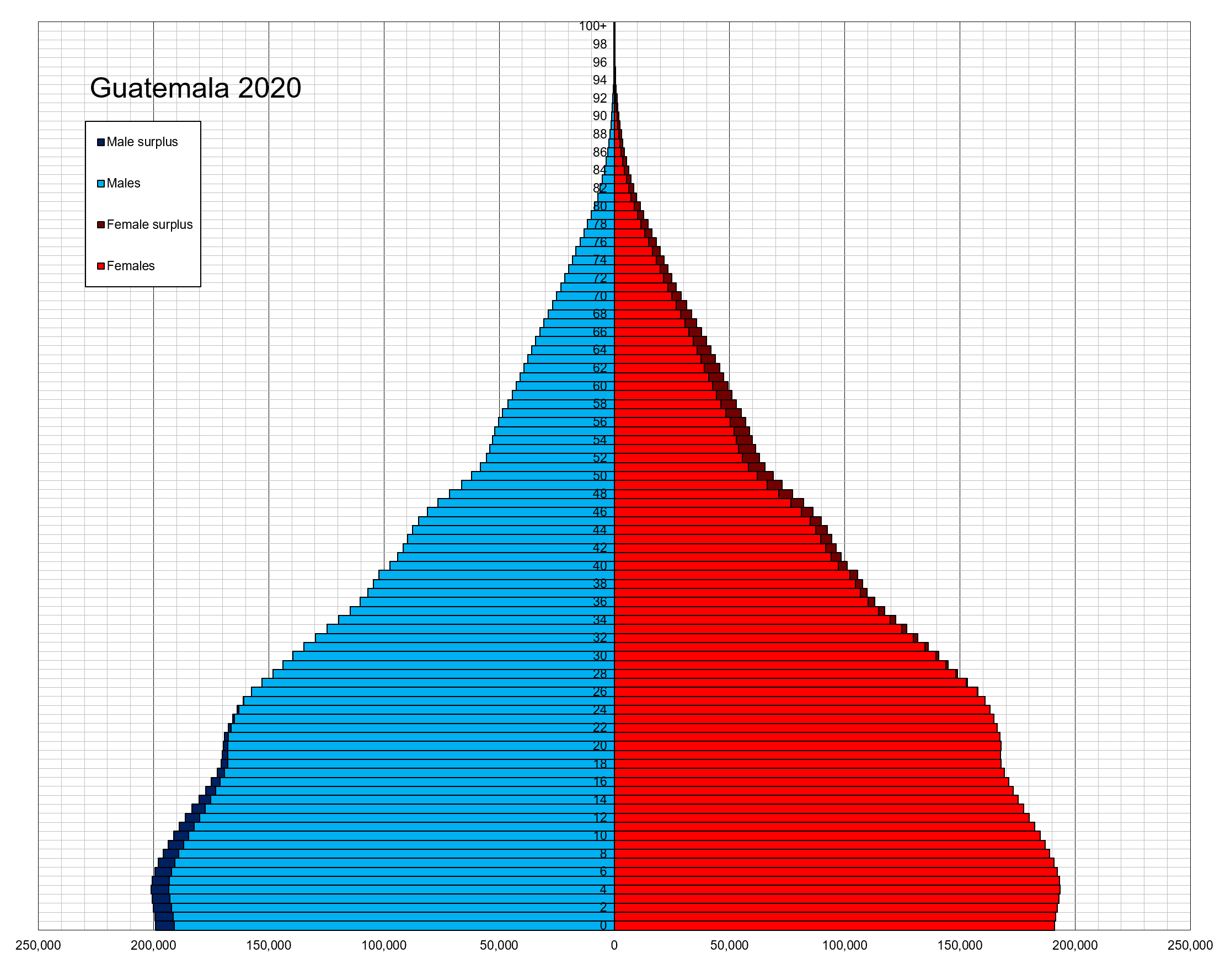
Возрастно-половая пирамида населения Гватемалы на 2020 год

Гватемальцы — всё население Гватемалы. На 2021 год в Гватемале жило более 17 миллионов человек. Государственный язык республики — испанский, однако родным он является только для метисов, составляющих 42 % от числа всех гватемальцев. Другую часть гватемальцев составляют индейские народы — порядка 41 % от общего количества населения. Самые крупные из них — киче, кекчи, какчикель, мам. В настоящее время 2/3 всех индейцев владеют также и испанским языком.
Испаноязычные гватемальцы составляют большинство во всех городах страны и в наиболее развитых в экономическом отношении юго-восточных районах и на Тихоокеанском побережье. По департаментам число индейцев варьируется от 14 % Аматитлане до 96 % в Тотоникапане. На юго-востоке страны живут гарифы, или чёрные карибы, смешанное индейско-негритянское население, перевезённое в Гватемалу в XVIII веке с Малых Антильских островов.
Языки коренного, индейского населения Гватемалы, принадлежат главным образом к семье майя-киче — к настоящему времени сохранилось 23 языка этой семьи, большая часть индейцев двуязычна.
Имеется прослойка белого населения, составляющих социальную верхушку населения. Их число, немногим более 15 %.
Основные религии — католицизм и протестантизм. Среди индейского населения кое-где ещё бытуют древние верования и обряды. Основное занятие гватемальцев — сфера услуг и сельское хозяйство. В районах с индейским населением сохраняется высокохудожественное традиционное кустарное производство.
Значительные группы гватемальцев живут за пределами своей страны, в первую очередь в США, в Мексике и в Испании
Также в самой Гватемале и других регионах Центральной Америки гватемальцев называют еще чапин «Chapin». 